# 대구 부인사 승탑
대구 부인사 승탑(大邱 夫人寺 僧塔)은 대한민국 대구광역시 동구 신무동 부인사에 있는 조선시대의 승탑이다. 1990년 5월 15일 대구광역시의 유형문화재 제28호로 지정되었다.

## 현재 모습
부인사 한켠에 자리하고 있는 승려의 사리탑이다. 통일신라시대 이후 가장 많이 사용된 양식으로, 4각의 바닥돌 위에 올려진 각 부분이 모두 8각의 평면을 기본으로 삼고 있다. 상 ·중 ·하 세 부분으로 이루어진 기단(基壇)은 아래받침돌의 윗면에 연꽃을 두르고, 옆면에는 4마리의 사자상을 도드라지게 새겼다. 가운데받침돌은 4면에 꽃무늬를 장식하고, 나머지면에는 동물상과 동자상을 두었다. 윗면이 넓게 퍼진 윗받침돌은 연꽃을 새겨 둘러 놓았다. 탑신(塔身)의 몸돌은 위아래를 오므려 놓아 배흘림기둥 모양을 하고 있으며, 한쪽 면에는 ‘은통당(隱通堂)’이라는 승려의 호가 적혀 있다. 지붕돌은 윗면의 여덟 모서리선과 기와골이 사실적으로 표현되어 있고, 모서리가 마무리되는 각 귀퉁이마다 꽃조각 대신 도깨비의 얼굴이 조각되어 있으며, 밑면에는 2중의 서까래를 새겨 겹처마를 표현하였다. 꼭대기에는 최근에 새로 만든 머리장식이 놓여 있다.

## 평가
전체적으로 각 부분의 비례가 어색하고, 조각기법도 간략화되어 섬세함이나 화려함이 부족하다. 이러한 형식적인 수법으로 보아 조선 중기의 것으로 보이나, 정확한 것은 ‘은통당’이라는 호를 쓴 승려가 누구였는지 밝혀져야 알게 될 것이다.

## 같이 보기
- 부인사

## 참고 자료
- 부인사부도 - 국가유산청 국가유산포털